# Tanks a Million
Tanks a Million ist eine US-amerikanische Film-Komödie von 1941 des Regisseurs Fred Guiol. Edward Ward wurde im Jahr 1942 für die Filmmusik für den Oscar nominiert (Best Music, Scoring of a Dramatic Picture), die Auszeichnung in der Kategorie ging aber an Der Teufel und Daniel Webster.

## Handlung
Der besserwisserische Dorian „Dodo“ Doubleday rückt zur United States Army ein. Bereits auf der Bahnstation eckt er mit den anderen Rekruten an, aber insbesondere mit dem Ausbilder Sergeant Ames. Angekommen in Camp Carver beginnt Sergeant Ames ihn mit Armee-Vorschriften zu drillen. Der Rekrut antwortet zutreffend. Er erhält die Aufmerksamkeit von Offizieren, die so beeindruckt sind, dass sie ihn zu Ames’ Ärger ebenfalls zum Sergeant befördern und ihm die Ausbildung der Kompanie F anvertrauen. Es kommt zu diversen Zwischenfällen. Als der strenge Colonel „Spitfire“ Barkley das Camp besichtigt, wird ihm Doubleday auf Veranlassung von Ames als Adjutant zugeteilt. Doubleday gerät mit dem Colonel gleich nach dessen Ankunft in Streit über eine Haarbürste, und es kommt zu einem Missgeschick mit Talkum. Doubleday versucht die Uniformjacke des Colonels zu reinigen und zieht sie sich der Einfachheit halber über. So trifft ihn seine Freundin Jeannie an und ist von seinem Rang beeindruckt. Ehe Doubleday das Missverständnis aufklären kann, wird er zu einer für den Colonel terminierten Radiosendung abgeholt. Im Camp sind die Offiziere und Ames erfreut, dass Doubleday die Uniform des Colonel gestohlen hat. Allerdings erhält der Colonel einen Anruf aus Washington, D.C., in dem der Radioauftritt gelobt wird. Doubleday wird in der Folge daher nicht bestraft, sondern dauerhaft zum Adjutanten ernannt. Der Film endet damit, dass die übrigen Rekruten Dorian Doubleday unter ihren Gewehren als Abreibung begraben.

## Hintergrund
Tanks a Million war der erste „Streamliner“ des Produzenten Hal Roach. So bezeichnete er Filme, die kürzer als die üblichen Spielfilme waren, aber länger als Kurzfilme. Sie sollten als Teil eines „Double Feature“ gezeigt werden. Der Film war auch der Auftakt einer Reihe von Militärklamotten mit William Tracy und Joe Sawyer.

## Rezeption
Bosley Crowther hielt in der New York Times die Darstellung des Lebens in der U.S. Army in Tanks a Million für nicht sehr realistisch.